# エルビット・システムズ
エルビット・システムズ（英: Elbit Systems ヘブライ語: אלביט מערכות）は、イスラエルに本拠を置く、軍事用エレクトロニクスを開発している企業。同社は世界各国で行われている国主導の各種プログラムに幅広く参加している。
子会社を含む事業内容は、航空宇宙産業、陸上及び海上での電子システム、指揮系統システム、各種制御システム、統合戦術情報伝達システム、コンピューター、情報と監視及び偵察（intelligence, surveillance and reconnaissance, ISR, C4ISR）システム、無人航空機の開発、グラスコックピット、航空機用アビオニクス、最先端光学機器開発、宇宙光学機器、電子戦用機材開発、シギントシステム、戦術データ・リンク、精密誘導システムや信管、通信機器、研究開発事業など主に軍事関連事業を中心に幅広く手掛けている。同社は、既存の軍事プラットフォームのアップグレードや開発した新技術を防衛や国土安全保障、及び民間航空向けアプリケーションソフトウェアとして提供している。その他、訓練やシミュレーションシステムなど様々なサポート事業にも注力している。近年では「Seagull Unmanned Surface Vessel（USV）」と呼ばれる無人水上艇を開発しており、リスクを大幅に低下させることができるため、この無人艇を利用した機雷処理や対潜戦のシステム開発なども行っている。
2016年時点、イスラエルとアメリカ子会社での総従業員数は13,895名であり、その大半が研究者や技術者、システムエンジニアやメカニックである。

## 社史

### 黎明期 エルロンの一部門として
エルビット・システムズ社は1966年、エルロン・エレクトリック・インダストリーズによって設立され、「イスラエル国防省総合研究所」が研究していた特別なコンピューター設計に関する専門知識と、エルロンが経験していた電子製品の製造開発や管理技術を合わせた「エルビット・コンピューター」を開発したことに始まる。その後、武器のロジスティクスシステムの構築や、殆どのイスラエル軍用機に搭載された航法システムの開発や生産などを行いながら規模が拡大した。ラビ試作機のアビオニクスパッケージを確立しており、メルカバ戦車用の射撃管制装置などの開発と生産も行っている。

### 1996年ナスダック上でのIPO
1996年、エルビットは3つの独立した会社へ分割されている。
- エルビット・メディカル・イメージング（英語版）

1999年から2000年にかけてエルシント（エルロン子会社）とエルビット・メディカル・イメージングは、イメージング事業をGEヘルスケア及び、ピッカー社（現:フィリップス・メディカル・システムズ）へ約6億ドルで売却。
- エルビット・システムズ

本稿。防衛エレクトロニクス部門として設立され、NASDAQ株式市場で新規株式公開（IPO）を行っており、取引初日は7,75ドルの値を付け終了している。その時価総額は50億ドル（約5,500億円）を超える。
- エルビット

民間通信事業会社として独立し、1999年イスラエル初のGSMオペレーターとなった「パートナー・コミュニケーション・カンパニー」社設立時のコンソーシアムを主導した。2002年エルビットはエルロンに統合されている。エルロンは2003年から2006年にかけパートナー社の株式を約1億6,000万ドルで売却している。

### EL-Opとの合併
2000年、エルビット・システムズは「エル・オプ（会長であるマイケル・フェーダマンが所有）」と合併し、イスラエル最大の非政府系防衛エレクトロニクス企業となったことで企業価値が上がり、エルロンは2004年、エルビット・システムズの株式を約200万ドルで売却することに成功している。合併後、フェーダマンはグループ企業として最大のステークホルダーとなっている。

### 買収による成長
エル・オプとの合併後、フェーダマンと当時のCEOジョセフ・アッカーマンは買収戦略による積極的成長を主導しており、以下の企業を買収している。
- Elisra（エリスラ）
- Tadiran Communications（タディラン・コミュニケーションズ）
- Shiron Satellite Communications（シロン・サテライト・コミュニケーションズ）
- BVR Systems（BVR・システムズ）
- イスラエル・ミリタリー・インダストリーズの航空機部門
- Innovative Concepts, Inc.（イノベイティブ・コンセプツ）
- Mikal Ltd（ミーカル）の買収。当初株式の19%を購入したが、エルビットが購入したミーカルの株式19%をミーカル所有者へ譲渡した引き換えにソルタム・システムズ社とSaymar（サイマー）社共同でミーカル株式の100%保有と、ミーカル社が保有していたITL社の株式87.85%の取得に同意している[22]。その後、ITL社残りの株式である12.15%の株式公開買付けを発表[23]。

### 近年の動向

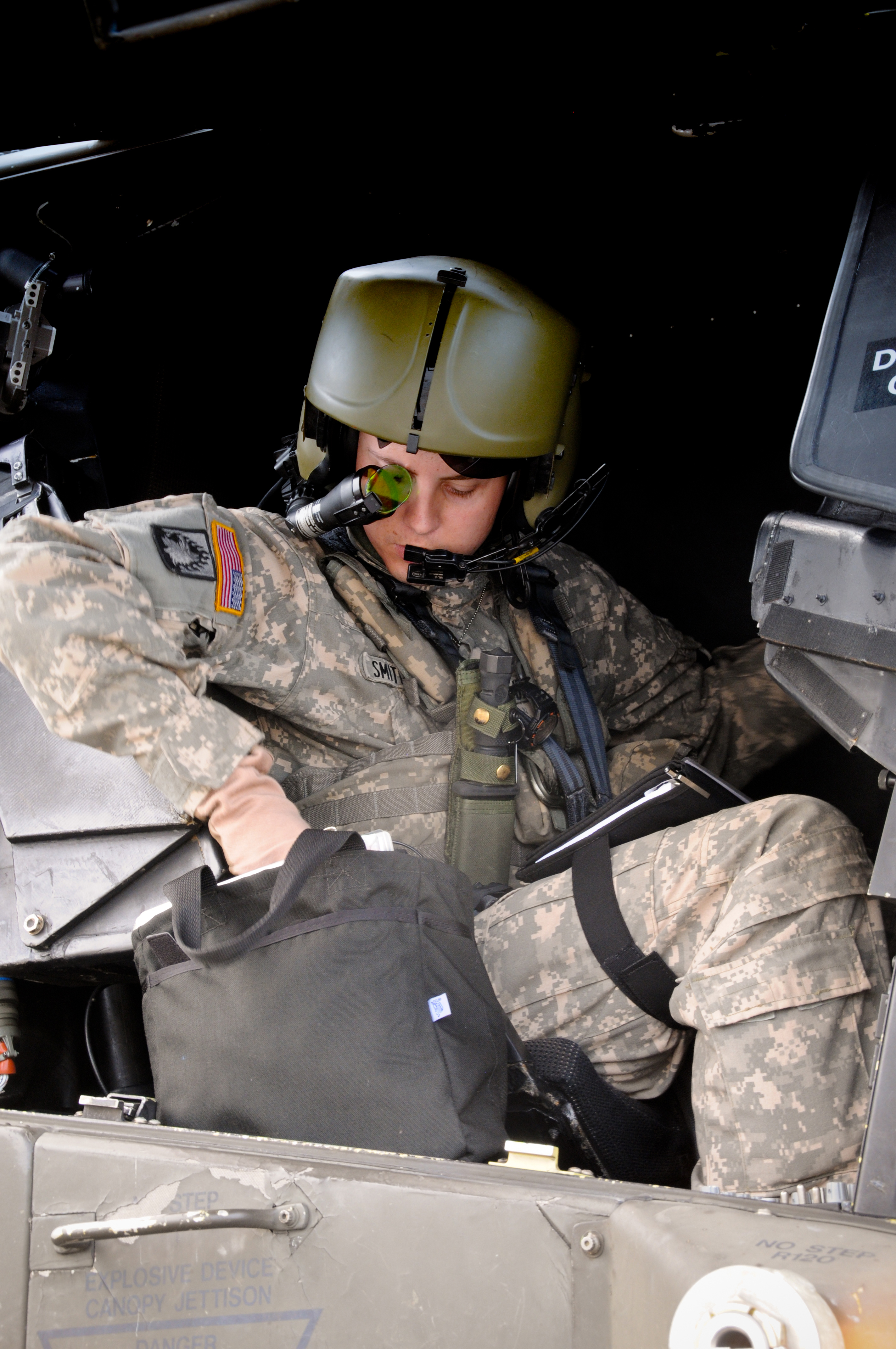
AH64用統合型ヘッドマウントディスプレイヘルメットを装着した飛行訓練前の訓練生

2014年10月、アメリカ陸軍のAH-64 アパッチ用「Apache Aviator Integrated Helmet（統合型ヘッドマウントディスプレイヘルメット）」の供給と提供に関して、1,270万ドルの2年契約を締結。
2018年3月22日、エルビット・システムとユニバーサル・アビオニクスとの共同発表を行い、エルビット社は「資産取得契約を通じ米国民間企業「Universal Avionics Systems Corporation, UASC」の買収を今後数週間以内に完了する過程にある」と発表。
2019年、アメリカの軍需関連企業であるハリス・コーポレーションの暗視装置部門を350万ドルで買収。
2019年4月、衛星測位システムに免疫システムを提供するためのソリューション先として、フィンランドの電子機器企業であるダーグループとの提携を発表。
2019年8月、イスラエル国防軍が採用した装甲兵員輸送車「エイタン」及び、装甲ブルドーザー「キャタピラー D9」にアイアンフィスト、アクティブ防護システムを装備する国防省契約を獲得。
2019年9月11日、敵対的ドーロンに対する対抗手段である、アンチドローン技術「ReDrone」を発表。数キロ圏内のドローン全ての周波数帯を検出識別し、無力化させるものである。2015年7月、ローマ教皇がラテンアメリカを訪れた際、警備で使用されており、数十機の撃退に成功している。
2019年12月5日、イスラエル国防軍に対し納入した新型照準器である、非冷却式赤外線画像（サーマル）照準器「XACT th65」「XACT th64」の運用が開始された。数千単位で納入されており、特殊部隊隊員と歩兵部隊の選抜射手から優先的に配備されている。この照準器はOELDを採用したカラー画像で表示され、低視程下でも鮮明に表示される機能を持っており、64型で1,100mまで車両識別が可能となり、600mまで人の識別が可能である。同様に65型は1,250mと750mとなっている。
2020年1月11日、イスラエル国防省は小口径弾薬の供給先としてエルビット社と5年1億4,400万ドルの政府契約を締結。
2020年1月21日、高高度からの高精度消火剤散布技術「HyDrop」のデモンストレーションを行い成功を収めている。精密誘導システムを転用したこの技術は、500ftの高度から1平方メートル辺り1～2ℓの消火剤ペレットを正確に散布するものであり、現状一般的に用いられている液体消火剤を使用した飛行高度の4倍である。液体を使用した場合、高高度では霧散してしまうため、100ftから120ft辺りまで極力高度を下げる必要があり、安全規則上、作業は日中にのみに限定されており、山岳地帯や煙が多い場合などでの低空飛行は非常に危険を伴う上、夜間作業ができない問題を解決するため開発された。

## 主要子会社
2020年時点での主要子会社。この他、イスラエル、ヨーロッパ、北米、南米、アジア地域に小規模な子会社や投資先を抱える。
- エルビット・システムズ・オブ・アメリカ（Elbit Systems of America LLC）

本社:テキサス州フォートワース。アメリカ合衆国軍、国土安全保障、医療機器、民間航空の顧客に対する製品とソフトウェアの提供。
- エロップ（Elbit Systems Electro-Optics Elop Ltd.）

本社:レホヴォト。防衛、宇宙、および国土安全保障に関する電子製品、アプリケーションソフトウェアの製造開発。
- エリスラ（Elbit Systems EW and SIGINT – Elisra Ltd.）

本社:ホロン。電子戦機器、シギントシステム、C4ISRソリューションの製造開発。
- ESLC（Elbit Systems Land and C4I Ltd.）

本社:ネタニヤ。軍用車両用装甲、大砲、迫撃砲、C4Iシステム、サイバーインテリジェンスソリューション、データリンク、通信機、コミュニュケーション機器の製造開発。

### 過去に保有していた部門とスピンオフ事業
- エルビット・ビジョン・システム（Elbit Vision Systems）- 1992年に設立された自動光学検査の製造開発。1996年、NASDAQ市場で新規株式公開。
- チップ・PC・テクノロジーズ（英語版）（Chip PC Technologies）- サーバーベースコンピューティング（SBC）ソリューション企業。2006年に株式の20%を取得している。
- エブリサイト（英語版）（Everysight）- 2016年に設立されたサイクリスト向け拡張現実機器、スマートグラスの製造開発[33]。

## 各国での動き

### ヨーロッパ
アゼルバイジャン　
- 軍事機器の提供と訓練の支援を行っている[34]。

 ベルギー
- 2003年7月1日、エルビット社は、OIP・センサー・システムズ（英語版）を買収[35]。

 スイス

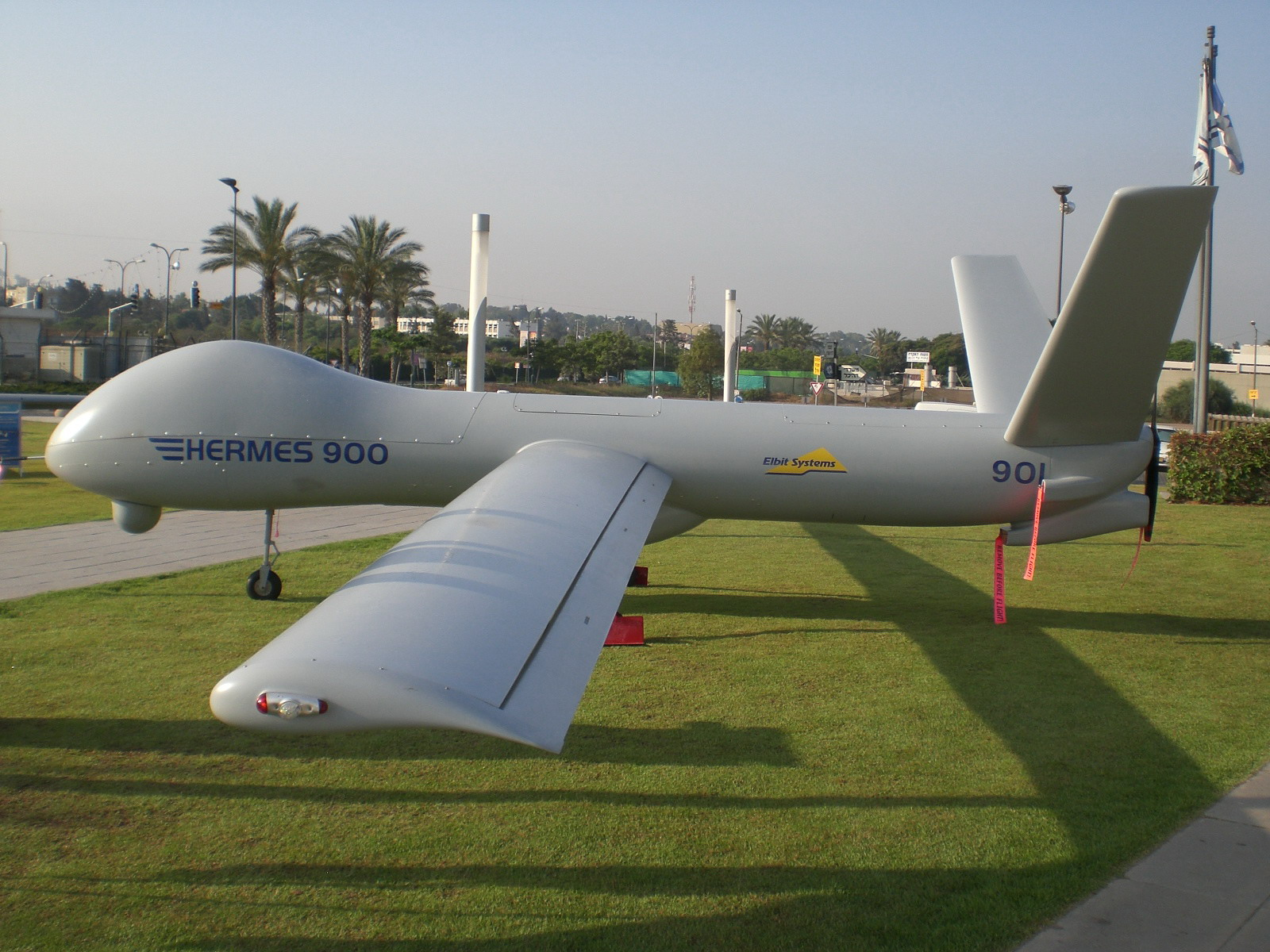
ヘルメス900

- 2015年9月7日、全州議会は偵察用無人機ヘルメス 900を6機、2億5千万フラン（300億円）の購入を賛成30票、反対12票の賛成多数で可決した。なお購入に関し物議を醸しており、これはイスラエルがパレスチナ人に対し組織的な人権侵害を行っているとして、関連する軍需企業に対しお金を落とすべきでないとして、購入に関し反対運動が起きていた。この可決に関しウエリ・マウラー国防相は「国ではなく一民間企業からの購入であること、国境警備に使用する目的であって、武装させるつもりもない」と述べており「交戦状態にある国に対し武器を売却することを禁止する国内法にも抵触しておらず、輸入にも適用されない」と語っている[36]。

 ドイツ
- 2019年6月、ドイツ空軍で採用されているA400Mに対する赤外線ミサイル妨害装置（指向性赤外線妨害装置 DIRCM）「J-MUSIC」の供給7,300万ドルの契約を締結[37]。

 フィンランド
- 2020年1月13日、フィンランド国防省は、陸軍で採用されている主力戦車レオパルト2の主砲弾薬の調達先として比較検討した結果、エルビット子会社であるイスラエル・ミリタリー・インダストリーズを選定している[38]。

 フランス
- 2011年6月19日、子会社のエリスラは、数百台の「AN/PRC-68型」非常用位置指示無線標識装置を国防省に供給する契約を約500万ユーロで獲得したことを発表。空軍、陸軍、海軍、及び装備総局で使用されており、このプロジェクトは24か月以内に実施された[39]。大統領専用機であるエアバスA330にエルビット社が開発した「MUSIC」赤外線ミサイル妨害装置を採用している[40]。この装置は、イスラエル政府がイスラエル民間旅客機を外敵から守るためにも採用されており、ブラジル空軍の航空機エンブラエル C-390にも採用されている[40]。

 イギリス
- 2005年、エルビット社はタレス・グループとの合弁企業「UAV Tactical Systems Ltd（U-TacS）」を設立し、イギリス陸軍が使用するウォッチキーパー WK450（英語版）の開発を行っている。2007年12月7日、イギリスの軍需産業であるキネテッQ（英語版）は、ウェールズに新設された無人機開発施設「パークアバープース（英語版）」でテストするに辺り、エルビット社を無人機開発プログラムの協力企業として参加させることを発表している[41]。 2007年には、「Ferranti Technologies Limited（フェランティ・テクノロジーズ）」を買収している[42]。2020年1月、陸軍で採用されている主力戦車チャレンジャー2ストリートファイター戦車の近代化を行い、昼夜天候を問わず、常時カラー映像として車内から外部を360℃パノラマとして見渡せる拡張現実装置「IronVision」を陸軍と共同で開発[43]。

 イタリア
- 2011年6月22日、イタリアの子会社であるエレクトロニカは、航空機用ミサイル妨害装置「ELT/572型」 指向性赤外線妨害装置（DIRCM）の供給プログラムに参加するため1,500万ドルを超える契約を獲得したと発表。C130J、C-27J、AW101などを含む空軍が使用する機体に搭載され、この契約は3年間に渡り実施された[44]。

 北マケドニア
- 2004年2月、マケドニア航空団、ペトロベック空軍基地所属の4機のヘリコプター（Mi-17 2機、Mi-24V 2機）の夜間飛行能力の付与と戦闘用機器（ANVIS/HUD-24）の搭載など近代化改修を行った。2011年5月11日にマケドニア防衛省は、MI17およびMI24ヘリコプター用のシミュレーター（Full Mission Sumulator, FMS）を備えたパイロット向けのトレーニングセンターの建設契約に署名している。このシミュレーターで使われるソフトウェアはエルビット社が保有するルーマニアの企業「Simultec」が提供している。2014年3月2日に開所し、ジョルゲ・イヴァノフ大統領、ニコラ・グルエフスキ首相、防衛省関係者など要人が出席した開所式が執り行われている。

 モンテネグロ
- 2019年12月16日、陸軍で採用されているプラサン サンドキャット装甲車用の遠隔制御兵器ステーション（RWS）の供給と保守、3,500万ドルの契約を締結した。3年掛け搭載し、7年間の保守契約となる[45]。

 オランダ
- 2019年12月22日、オランダ国防省が進めている「the Dutch program for improved operational soldier systems」VOSSプログラム（兵士オペレーション改善計画）のためエルビット社と6,500万ドルの契約を締結。これはウェアラブルコンピュータ機器の配備、車両搭載用情報端末、そのシステム構築のためのソフトウェア、通信機、指揮系統システムなどで構成される[46]。

 ルーマニア
- 1996年から始まったルーマニアでの活動は、主にルーマニアの子会社である「Elbit Systeme SA」「AE Electronics SA」「Elmet International SRL」及び「Simultec SRL」4社を通じて行われ、その従業員数は約400名である[47]。 2011年5月24日、ルーマニア空軍のC-130を更新させる約1,860万ドルの契約を獲得したことを発表した。契約によれば、C-130にはエリスラが生産する物を含んだ様々種類の電子システムが搭載された。このプロジェクトはルーマニア航空産業が率いるルーマニアの地元企業と協力しながら4年に渡り実施された[47]。

### 北米
アメリカ合衆国
- エルビット社は米国子会社であるエルビット・システムズ・オブ・アメリカ（ESA）を通じ多数の企業を所有している。ESA社は2019年、バージニア州、ロアノークにあるハリス社の暗視装置部門を350万ドルで買収。

- EFW - テキサス州、フォートワース（FEWの施設はESA本社も兼ねている）
  - EFWは、F-16、V-22、及びブラッドレー歩兵戦闘車向けの様々なコンポーネントを製造している。この敷地は、ジェネラル・ダイナミクスの電子部品製造施設であった。ジェネラル・ダイナミクスが航空事業をロッキード・マーティンへ売却した際、ロッキード・マーティンはその施設に関心が無く、エルビット社に売却されている[48]。

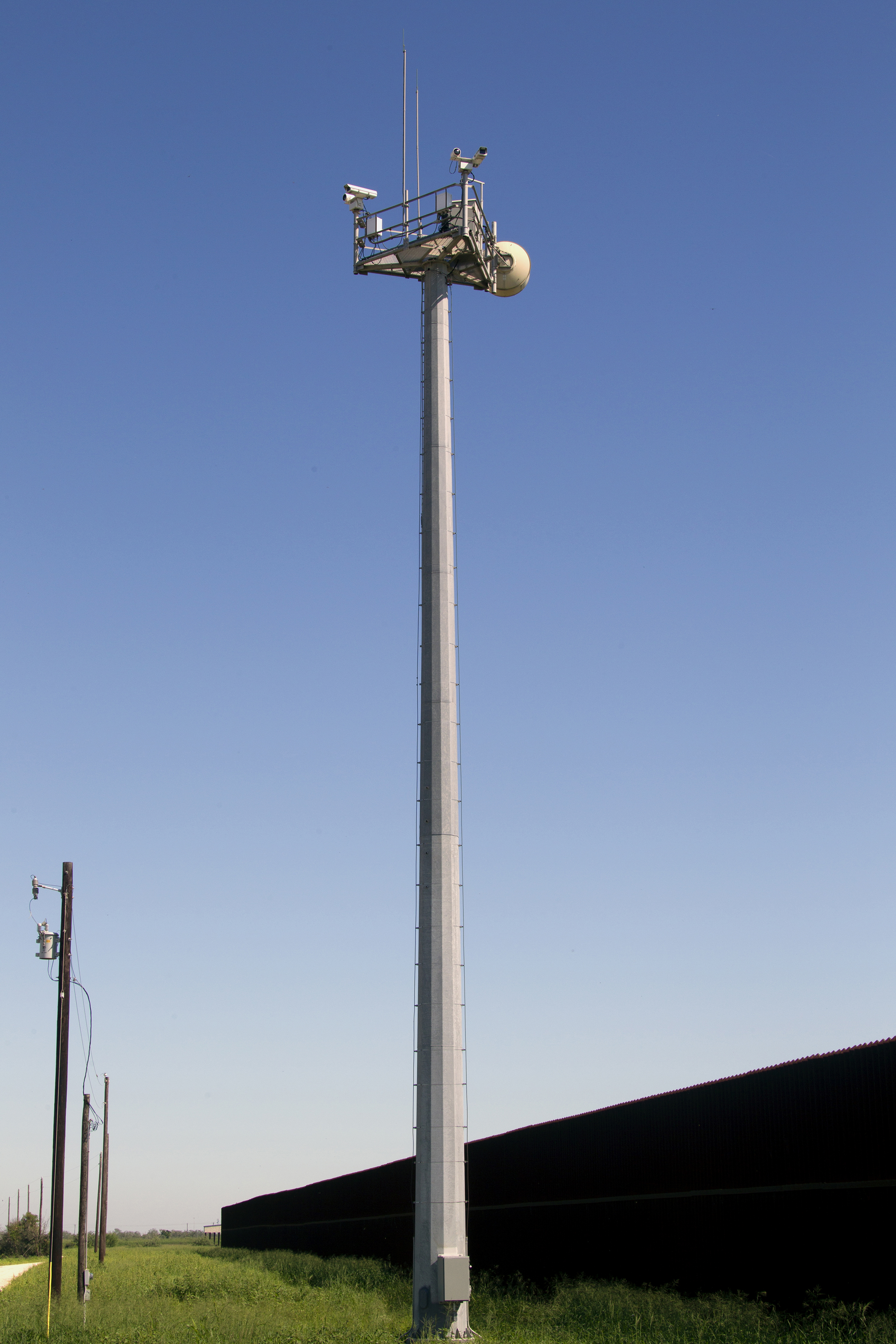
テキサス州国境に設置された遠隔機能付き無人監視塔

- IEI - アラバマ州、タラデガ（アラバマ州）（英語版）にあるIEI社（旧:International Enterprises Inc.）

- Kollsman Inc. - ニューハンプシャー州、メリマックにあるコールズマン社。航空機気圧計と計器飛行を発明したポール・コールズマン（英語版）によって1928年に設立された。

- コールズマン社は、アメリカ合衆国国土安全保障省と協力し、ボーイングが計画したメキシコ国境のセキュリティシステムプログラム「SBInet（英語版）」のアウトソーシング先である[49]。このシステムは無人の監視塔に監視カメラの他、長距離望遠機能付きカメラ、赤外線カメラ、モーションセンサーの他に、振動感知センサー、ブロードバンド用アクセスポイントを設置したタワーを国境近辺だけでなく、幅広くエリア毎に設置し、それら検知した情報を中央指令室に送信、共有した上で、長距離カメラを使用したリアルタイム追跡を行い、その情報が反映されたGPS機能付き携帯情報端末を携帯した国境警備隊を派遣する計画である。物理的に監視塔の建設や保守が困難である場所に付いては、各種センサーを搭載した無人航空機を活用した「仮想フェンス」を設けることで、警備の空白地帯を無くすなどの計画もしていた。しかし、議会で53マイル（約85㎞）の範囲に10億ドル（約110億円）の費用が掛かる点などが批判されており、2011年に計画は凍結されている[50]。

- Talla-Com - フロリダ州、タラハシーにあるターラコム社。

- Innovative Concepts, Inc. (ICI) - バージニア州、マクレーン（バージニア州）（英語版）にあるイノベイティブ・コンセプツ社。2008年11月にハーレー・インダストリーズ（英語版）から購入[51]。

- VSI - カリフォルニア州、サンノゼにあるVSI社（以前はVision Systems Internationalとして知られていた、ロックウェル・コリンズとの合弁企業。エルビット、ロックウェル其々50%の株式を保有している）。

- UAS Dynamics - サウスカロライナ州、フォート・ミル（サウスカロライナ州）（英語版）にあるUAS・ダイナミクス社。ジェネラル・ダイナミクスとテクニカル・プロダクツ（Technical Products）50:50で出資した合弁企業。2011年12月1日、エルビット社はジェネラル・ダイナミクス社が保有する株式の全てを購入した[52]

- M7 Aerospace - テキサス州、サンアントニオにあるM7・エアロスペース社[53]。

### 南アメリカ
ブラジル
- 2001年、防衛産業で20年以上の経験を持つブラジル企業であるエアロエレクトロニカ（Aeroeletronica）を買収、AEL・システマス（AEL Sistemas）に社名を変更しグループ企業となる[54]。2011年1月、「Ares Aeroespecial e Defesa」「Periscopio Equipamentos Optronicos」の2社を買収[55]。2011年4月、世界第三位の民間航空機製造産業であるエンブラエルはAELと戦略的パートナーシップを締結。両社は追求すべき具体的な目的を定義していなかったが、両社関係者の発言によれば、主な目標は、無人航空機システム分野での共同活動の拡大であり、エンブラエルD＆Sが参画した合弁企業が設立された。空軍に対しヘルメス450の導入と推進が目標の一つであるとしている[56]。

 コロンビア
- 2010年3月、コロンビア政府は、ヘルメス450無人航空機、2,800万ドル相当の契約を一時停止した。これは、役人が賄賂を受け取ったとする匿名の手紙に基づく報道による[57][58]。イスラエル国防省が調査を行っており、この手紙は入札の競争相手であった「イスラエル・エアロスペース・インダストリーズ」から送付されたものであることが判明している[57]。この事件により、イスラエル国防企業間での海外競争を規制する法の見直しが行われている[57]。

### 東南アジア
フィリピン

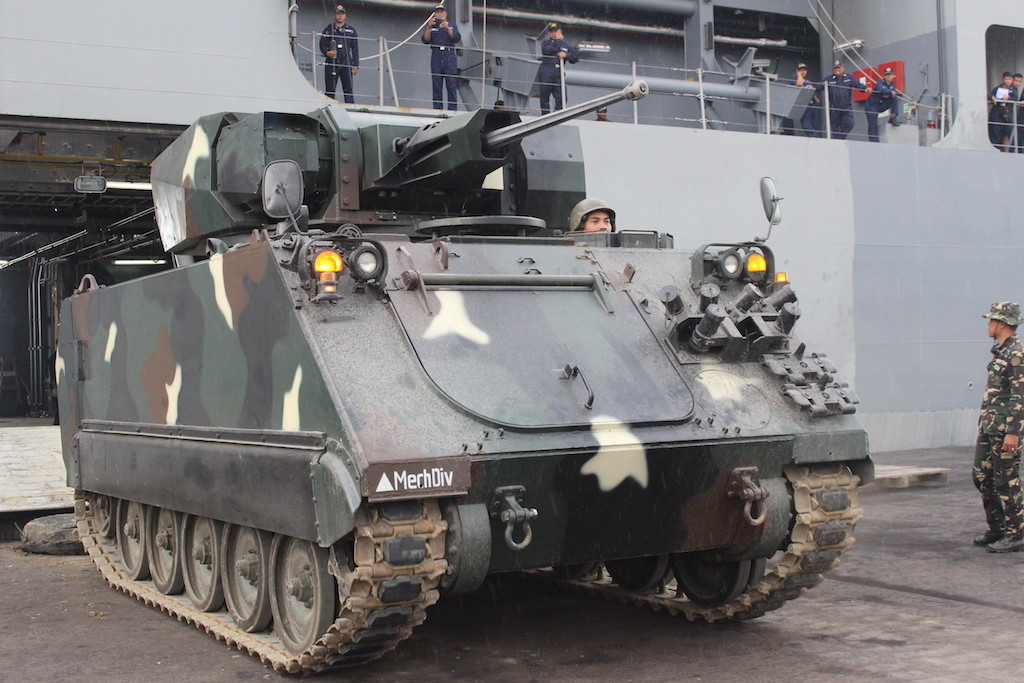
エルビットが設計したRWSを搭載したフィリピン軍のM113A2

- 2014年6月、フィリピン軍が保有する装甲兵員輸送車の更新に対する契約を獲得。更新内容は、25mm無人砲塔、12.7mm遠隔制御兵器ステーション（RWS）の採用及び、90mm砲塔用射撃管制装置（FCS）の採用[59]。この契約は、フィリピン国内に於いてエルビット社が初めて獲得した契約となっており、エルビット社にとっては大きなブレイクスルーとなる[60]。2015年、フィリピン国軍は対外有償軍事援助を通じ、アメリカから114両のM113を受領している[61] 。M113A2となる改良型には、エルビット社が設計した遠隔制御兵器ステーションが搭載される。この電気駆動型砲塔は、25mm、30mm機関砲、同軸機関銃（7.62mm）、対戦車ミサイルなど様々な武器によって構成される[62]。

### オセアニア
オーストラリア
- 2018年、オーストラリア陸軍に対し新型照準器となる4,800器の「XACTth65」サーマル照準器を納入[29]。

## スパイウェア疑惑
2017年12月6日、カナダ、トロント大学にあるネットワーク監視などを行う研究所、シチズンラボが、エチオピアの反体制派、米国人や英国人ジャーナリスト、及びその他の国の人間が、洗練された商用スパイウェアの標的になったことを示す詳細なレポートを公開している。この利用されたスパイウェアは「クライビット」が販売と運用を行っており、クライビットはエルビット社の子会社であることが明らかになっている。このリポートに関してヒューマン・ライツ・ウォッチがクライビットに対し問い合わせを行っており、その解答で、この種のテクノロジーを用いた商品を否定しておらず、顧客に対し誤用した可能性とその責任に付いては受け入れを拒んでいる。

## 西岸地区分離壁に対する株の売却

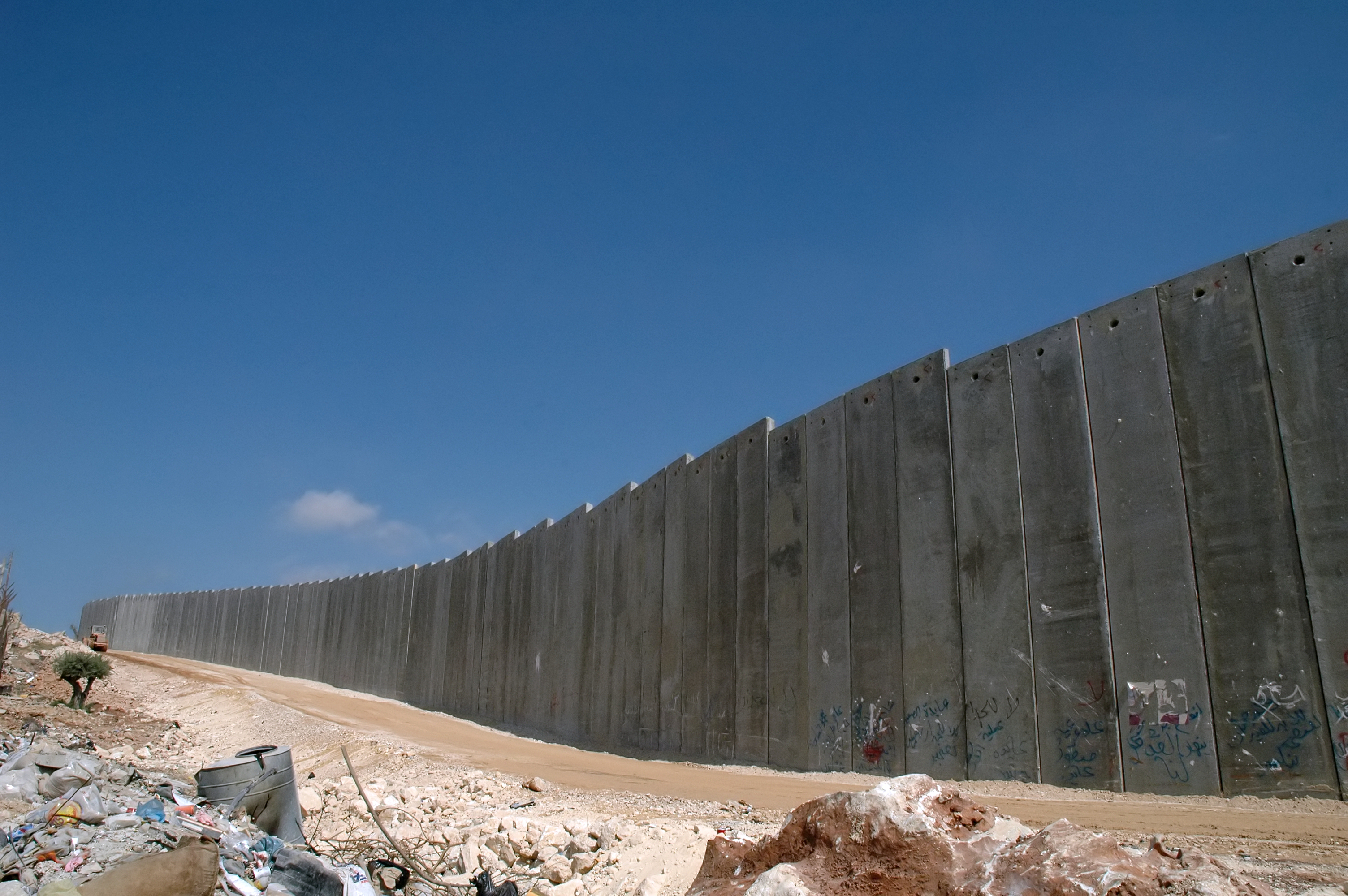
西岸地区の分離壁

2009年9月3日、ノルウェー政府年金基金の倫理評議会は、エルビット社がイスラエル西岸地区の分離壁に対する監視システムの提供企業であるとして、保有していた株式の全てを売却することに決定した。決定を発表する記者会見でクリスティン・ハルヴォルセン財務大臣は「国際人道法の侵害に直接貢献する企業に資金を提供したくない」と発言している。この決定に対しイスラエル外務省は抗議しており、在ノルウェー大使がイスラエル外務省に召喚されている。
2010年1月、ダンスケ銀行は自社の投資ポリシーである「社会的責任を全うしていない企業リスト」にエルビット社を追加している。銀行の広報担当は「顧客の利益を守るために行動しており、国際基準に違反する企業に資金を投入しない」と述べている。デンマークの金融監視機関「ダンウオッチ（Danwatch）」も倫理的にエルビット社をブラックリストに載せており、デンマーク最大の年金基金機関の一つである「PKA Ltd」もエルビット社への投資は「検討しない」と発表しており、これは国際司法裁判所が「イスラエル西岸地区の分離壁は軍事目的で使用され、パレスチナ人の人権を侵害しており、抑圧的活動への関与が認められる」と発表したことによる。
2010年3月、スウェーデンの年金基金は、国際条約に違反していると考えられる企業との関係を望んでおらず、イスラエル西岸地区の分離壁の構築に関与したとしてエルビット・システムズ社をボイコットしている
。
2019年4月、インターネット上で活動する人権団体「サムオブアスが「アクサ:戦争犯罪への資金調達（AXA:Financing War Crimes）」と題したリポートを出版しており、これに対しアクサは「2018年12月31日にエルビット・システムズの株式は全て売却済である」と強調している。

## 製品

### 無人航空機
- ヘルメス 90
- ヘルメス 450
- ヘルメス 900
- スカイラーク（英語版）
- シルバー・アロー・マイクロ-Ⅴ（英語版）
- シルバー・アロー・スナイパー（英語版）

### 無人水上機
- シルバー・マリーン（英語版）

### その他
- シグマ - 52口径155mm自走榴弾砲システム[74]。
- カルメル - 開発中の装軌式小型装甲戦闘車両。2019年に技術デモンストレーター車両を製作したが、IAIが開発事業者に選定された。
- フライト・ガード - フレア等を用いた民間航空機向けの対空攻撃防御システム。